# Polytrichum rottense
Polytrichum rottense là một loài Rêu trong họ Polytrichaceae. Loài này được (A. Schlick.) Weyland miêu tả khoa học đầu tiên năm 1937.